# Шурала (селище)
Шурала́ (рос. Шурала) — селище у складі Нев'янського міського округу Свердловської області.
Населення — 90 осіб (2010, 44 у 2002).
Національний склад станом на 2002 рік: росіяни — 98 %.